# Watford Football Club 2016-2017
Questa voce raccoglie le informazioni riguardanti il Watford Football Club nelle competizioni ufficiali della stagione 2016-2017.

## Stagione
Gli Hornets esordiranno in campionato con un pareggio al St Mary's Stadium per 1-1 contro il Southampton, mentre la prima vittoria arriverà nella quarta giornata contro il West Ham, in trasferta, a segno Odion Ighalo, Troy Deeney, Étienne Capoue e José Holebas.
Nonostante un rendimento discontinuo il Watford riuscirà a salvarsi e ad agguantare un 17º posto.
In FA Cup, gli uomini di Mazzarri, si dovranno arrendere al Millwall per 1-0 al The Den, al quarto turno, dopo aver battuto in casa per 2-0 il Burton Albion.
Mentre in EFL Cup, il cammino degli Hornets si dovrà fermare subito a causa di una sconfitta in casa contro il Gillingham, squadra militante, all'epoca, in League One, terza serie del campionato inglese di calcio.

## Maglie e sponsor
| Casa | Trasferta |

## Rosa
| N. |                             | Ruolo | Calciatore          |
| -- | --------------------------- | ----- | ------------------- |
| 1  | Brasile (bandiera)          | P     | Heurelho Gomes      |
| 2  | Camerun (bandiera)          | D     | Allan Nyom          |
| 3  | Uruguay (bandiera)          | C     | Miguel Britos       |
| 4  | Inghilterra (bandiera)      | D     | Younes Kaboul       |
| 5  | Austria (bandiera)          | D     | Sebastian Prödl     |
| 6  | Giamaica (bandiera)         | D     | Adrian Mariappa     |
| 7  | Marocco (bandiera)          | C     | Nordin Amrabat      |
| 9  | Inghilterra (bandiera)      | A     | Troy Deeney         |
| 11 | Svizzera (bandiera)         | C     | Valon Behrami       |
| 12 | Brasile (bandiera)          | D     | Kennedy             |
| 13 | Irlanda (bandiera)          | P     | Rene Gilmartin      |
| 14 | Ecuador (bandiera)          | D     | Juan Carlos Paredes |
| 15 | Irlanda del Nord (bandiera) | D     | Craig Cathcart      |
| 16 | Francia (bandiera)          | C     | Abdoulaye Doucouré  |
| 17 | Algeria (bandiera)          | C     | Adlène Guedioura    |

| N. |                           | Ruolo | Calciatore         |
| -- | ------------------------- | ----- | ------------------ |
| 18 | Colombia (bandiera)       | D     | Juan Camilo Zúñiga |
| 19 | Inghilterra (bandiera)    | C     | Jerome Sinclair    |
| 20 | Argentina (bandiera)      | A     | Mauro Zárate       |
| 21 | Francia (bandiera)        | A     | M'Baye Niang       |
| 22 | Paesi Bassi (bandiera)    | C     | Daryl Janmaat      |
| 23 | Inghilterra (bandiera)    | P     | Ben Watson         |
| 24 | Nigeria (bandiera)        | A     | Odion Ighalo       |
| 25 | Grecia (bandiera)         | D     | José Holebas       |
| 26 | Costa d'Avorio (bandiera) | D     | Brice Dja Djédjé   |
| 27 | Belgio (bandiera)         | D     | Christian Kabasele |
| 29 | Francia (bandiera)        | C     | Étienne Capoue     |
| 30 | Romania (bandiera)        | P     | Costel Pantilimon  |
| 33 | Italia (bandiera)         | A     | Stefano Okaka      |
| 37 | Argentina (bandiera)      | C     | Roberto Pereyra    |